# House Shark
Pour plus de détails, voir Fiche technique et Distribution.
House Shark est un film d'horreur américain écrit et réalisé par Ron Bonk, sorti en 2017. Le film met en vedette Trey Harrison dans le rôle de Frank, un ancien flic qui découvre qu'un dangereux requin a envahi sa maison, et demande l’aide d’un ancien agent immobilier nommé Abraham et d’un expert en « requin maison » nommé Zachary pour faire face à la menace.

## Distribution
- Trey Harrison : Frank[1]
- Wes Reid : Abraham[1]
- Michael Merchant : Zachary[1]
- Collin Dean : Enfant
- Aiden Tetro : Kid
- Nathan Bonk : Théo
- Jennie Russo : Eleanor
- Samantha Varga : Betsy
- Brett Janeski : George
- Melissa LaMartina : Lady Bird
- Mary Snell : secrétaire
- Nathan Hine : le garde du corps
- Edward Mastin : Ronald
- John Krenrich : Ulysse
- Sarah Noelle : Nancy
- Stacy M. Underwood : Dolly
- David Royal : John
- Wayne W. Johnson : Dark Squanto

## Production
Le scénariste et réalisateur Ron Bonk a déclaré que le film avait été conçu à la fois par le désir de faire « un film de requins » et par un incident au cours duquel Bonk avait experimenté la glace craquant sur le toit de sa maison. Dans une interview accordé à PopMatters, il a déclaré : « Il faisait exceptionnellement froid, même pour le milieu de l'hiver dans le centre de New York, et j’ai fait une blague sur le fait que c’était des zombies sur mon toit. Et c’était le titre du film, Zombies on an Ice Roof, ou quelque chose du genre. Puis j’ai pensé que si c’était une apocalypse zombie mais seulement à l’intérieur des maisons des gens... puis pensant que je ne voulais pas faire de zombies, je me suis dit et si c’était un requin? »
Lors de la pré-production de House Shark, Bonk a lancé une campagne sur le site de financement participatif Indiegogo pour alléger les coûts de production, mais la campagne n'a pas atteint l’objectif de financement souhaité. En conséquence, l’équipement utilisé pour le film et la taille de l’équipe étaient limités.
Les effets spéciaux de House Shark ont été créés par Marcus Koch et Matthew Ash. Pendant environ trois semaines, Koch a construit un costume de requin de 14 pieds en mousse de latex,. Plusieurs personnes ont joué en tant qu'acteurs de costume à l’intérieur du costume de requin, y compris Koch et Michael Merchant, ce dernier ayant également joué le personnage de Zachary dans le film. Dans une interview avec The Hollywood Reporter, Bonk a révélé que le costume a depuis été démonté.
House Shark a été décrit par Bonk lui-même comme « Les Dents de la mer dans une maison », et l'une des affiches officielles du film comporte le slogan « You're gonna need a bigger house », une référence à une ligne de dialogue de Jaws,. Bonk a déclaré qu'« il est difficile de faire un film de requins sans rendre hommage à Les Dents de la mer ». Il a également qualifié House Shark de « Le shérif est en prison des films de requins » en raison d’éléments absurdes présents dans le film.

## Sortie et réception critique
House Shark a été présenté pour la première fois au Nightmares Film Festival à Columbus (Ohio), le 21 octobre 2017, où il a remporté le prix de la « Meilleure comédie d'horreur »,. Début 2018, Bonk a lancé une campagne Indiegogo afin de distribuer le film en Blu-ray, DVD et VHS,. Contrairement à la campagne lancée avant la production du film, qui n’a pas atteint son objectif de financement, cette deuxième campagne a atteint son objectif initial dans les 17 heures suivant sa création.
Brad Miska de Bloody Disgusting a décrit le film comme « un peu Les Dents de la mer et un peu Les Goonies et beaucoup de folie à la Troma ». Kyle Brunet de Boston Hassle a écrit que « je ne pourrais pas recommander assez House Shark ... En repensant à House Shark avec un sourire mangeur de merde sur mon visage, je continue d'essayer de penser à la dernière fois que j’ai eu autant de plaisir à regarder un film.